# ライヴ・イン・コンサート：ニューキャッスル・シティ・ホール・1974
『ライヴ・イン・コンサート：ニューキャッスル・シティ・ホール・1974』 (Live in Concert Newcastle City Hall 1974) は、イングランドのロック・トリオのレフュジーの1974年のライブ録音で、2007年に発表された。

## 解説

### 経緯
1974年7月16日にニューキャッスル・シティ・ホールで開かれたコンサートをカセット・テープに録音した音源を、ヴォイスプリント・レコードがCD化して2007年に発売した。

### 内容
「ワン・レフト・ハンディッド・ピーター・パン」は、メンバーで左利きのリー・ジャクソンと音楽産業についての未発表曲で、2作目のアルバムに収録される予定だった。
「ザ・ダイアモンド・ハード・ブルー・アップルズ・オブ・ザ・ムーン」は、メンバーのブライアン・デヴィソンとジャクソンが1960年代に在籍したザ・ナイスが1968年7月に発表した2作目のシングル『アメリカ』のB面収録曲。「シー・ビロングズ・トゥ・ミー」はボブ・ディランが1965年のアルバム『ブリンギング・イット・オール・バック・ホーム』で発表した。

## 収録曲
| #         | タイトル | 作詞・作曲                                                | 原曲                                                                               | 時間  |
| --------- | --- | --------------------------------------------------------- | ---------------------------------------------------------------------------------- | ----- |
| 1.        | 「アウトローリット・ミックリー Outro - Ritt Mickley」 | Patrick Moraz                                             | アルバム『レフュジー』（1974年）                                                   | 2:53  |
| 2.        | 「ワン・レフト・ハンディッド・ピーター・パン One Left Handed Peter Pan」 | Moraz, Lee Jackson                                        |                                                                                    | 8:44  |
| 3.        | 「ザ・ダイアモンド・ハード・ブルー・アップルズ・オブ・ザ・ムーン The Diamond Hard Blue Apples of the Moon」 | Keith Emerson, Jackson                                    | ザ・ナイス、シングル『アメリカ』（1967年）、B面収録曲                              | 7:00  |
| 4.        | 「サムディ Someday」 | Moraz, Jackson                                            | アルバム『レフュジー』（1974年）                                                   | 6:06  |
| 5.        | 「パピヨン Papillion」 | Moraz                                                     | アルバム『レフュジー』（1974年）                                                   | 8:00  |
| 6.        | 「シー・ビロングズ・トゥ・ミー She Belongs to Me」 | Bob Dylan                                                 | ボブ・ディラン、アルバム『ブリンギング・イット・オール・バック・ホーム』（1965年） | 8:54  |
| 7.        | 「グランド・キャニオン組曲 Grand Canyon Suite - ザ・ソース The Source - キャニオンのテーマ Theme for the Canyon - ザ・ジャーニー The Journey - ラピッズ The Rapids - ザ・マイティ・コロラド The Mighty Colorado」 | - Moraz - Moraz - Moraz, Jackson - Moraz - Moraz, Jackson | アルバム『レフュジー』（1974年）                                                   | 18:24 |
| 8.        | 「レフュジー・ジャム Refugee Jam」 | Moraz, Jackson, Brian Davison                             |                                                                                    | 4:13  |
| 合計時間: | 合計時間: | 合計時間:                                                 | 合計時間:                                                                          | 64:14 |

## 参加ミュージシャン
- パトリック・モラーツ　Patrick Moraz – キーボード、アルプホルン
- リー・ジャクソン　Lee Jackson – ベース・ギター、ギター、ヴォーカル
- ブライアン・デヴィソン　Brian Davison – ドラムス、パーカッション、ティンパニ